# Todd Saunders

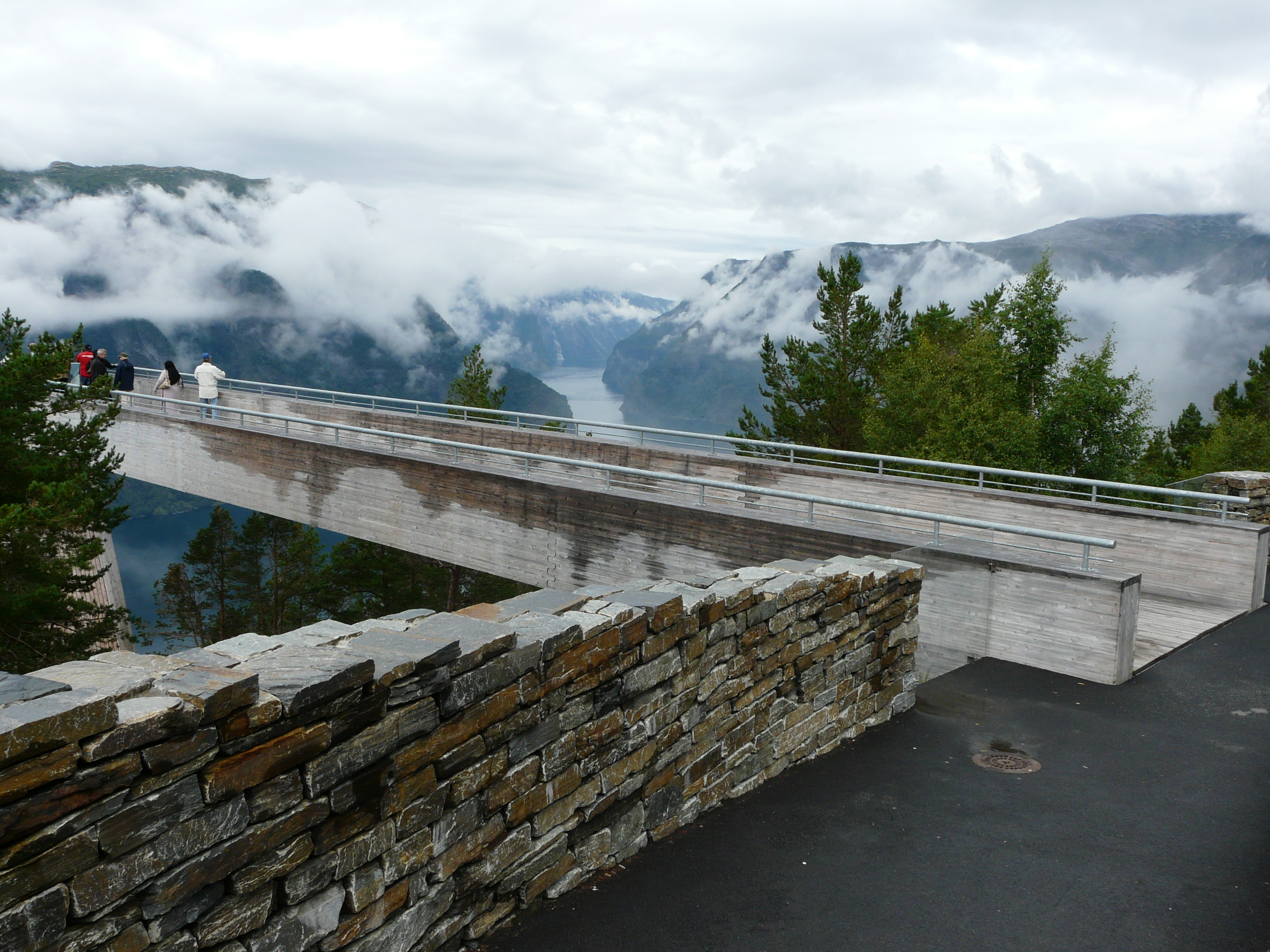
Utsiktspunkten Stegastein

Todd Saunders, född 1969 i Gander i Newfoundland i Kanada, är en kanadensisk arkitekt med arkitektbyrå i Bergen i Norge.
Todd Saunders är uppvuxen i Newfoundland. Han utbildade sig i landskapsarkitektur och förmgivning på Noca Scotia College of Art and Design i Halifax i Kanada och till arkitekt på McGill University i Montreal i Kanada. Han har sedan 1997 bott och arbetat i Norge och öppnade en egen arkitektbyrå i Bergen 2014.
Todd Saunders och Tommie Wilhemsens utsiktsplattform vid Utsiktspunkt Stegastein i Aurland i Norge nominerades 2006 av Norska Arkitektförbundet till Mies van der Rohe-priset och fick samma år Norges byggnadskonstruktionspris.

## Verk i urval
- 2006 Utsiktsplattform och toalettbyggnad vid Utsiktspunkt Stegastein vid turistvägen över Aurlandsfjellett i Aurland i Norge (tillsammans med Tommie Wilhemsen)
- 2010 Solberg rastplats och torn, Sarpsborg i Norge
- 2010-11 Long Studio, Squish Studio, Tower Studio och tre andra ateljébyggnader på ön Fogo i Kanada
- Himmeltrappen, cortenstål och ek, i Sti for Øye, en skulpturpark i Stokke kommun i Norge
- 2013 Hotellet Fogo Inn på ön Fogo, New Foundland, Kanada
- 2014 Villa S, eget bostadshus, Tveiterås Hageby i Bergen[1]
- 2014 Torngasok inuitkulturcentrum i Nain i provinsen Newfoundland och Labrador i Kanada
- 2014 Utbildningscentrum i Aurland i Norge (tillsammans med Attila Béres och Ken Beheim-Schwartzbach)